# Liste der Grade-I-Bauwerke in Cornwall
| Lage von Cornwall in England                                                                  |
| Gliederung von Cornwall (bis 2009)                                                            |
| 1. Penwith 2. Kerrier 3. Carrick 4. Restormel 5. Caradon 6. North Cornwall 7. Isles of Scilly |

Die Liste der Grade-I-Bauwerke in Cornwall nennt diejenigen der rund 6000 als Grade I eingestuften Bauwerke in England, die in der Grafschaft Cornwall liegen. Die Liste ist nach den bis 2009 existierenden Bezirken unterteilt. In Cornwall befinden sich 216 als Grade I eingestufte Bauwerke.

## Caradon
| Foto           | Bezeichnung                                                     | Lage                            | Datierung | Beschreibung | ID      |
| -------------- | --------------------------------------------------------------- | ------------------------------- | --------- | ------------ | ------- |
| Weitere Bilder | Antony House, Gebäude am Vorhof, Mauern und Pfeiler             | Halbinsel Rame (Karte)          |           |              | 1311081 |
| Weitere Bilder | Church of St James                                              | Antony (Karte)                  |           |              | 1140708 |
| Weitere Bilder | The Church                                                      | Boconnoc Park, Boconnoc (Karte) |           |              | 1140355 |
| Weitere Bilder | Church of St Mary the Virgin                                    | Braddock (Karte)                |           |              | 1140324 |
| Weitere Bilder | Church of St Mary                                               | Callington (Karte)              |           |              | 1140073 |
| Weitere Bilder | Dupath Well                                                     | Callington (Karte)              |           |              | 1140066 |
| Weitere Bilder | Cotehele House                                                  | Calstock (Karte)                |           |              | 1140255 |
| Weitere Bilder | Scheune von Cotehele House                                      | Calstock (Karte)                |           |              | 1140258 |
| Weitere Bilder | Church of St Andrew                                             | Calstock (Karte)                |           |              | 1140252 |
|                | Retainers’ Court & Screen Wall                                  | Calstock (Karte)                |           |              | 1138043 |
| Weitere Bilder | Church of St Cuby                                               | Duloe (Karte)                   |           |              | 1312202 |
| Weitere Bilder | New Bridge                                                      | Gunnislake (Karte)              |           |              | 1140201 |
| Weitere Bilder | Church of St Michael                                            | Landrake (Karte)                |           |              | 1140553 |
| Weitere Bilder | Church of St Leonard & St Dilpe                                 | Landulph (Karte)                |           |              | 1140179 |
| Weitere Bilder | Church of St Manarck & St Dunstan                               | Lanreath (Karte)                |           |              | 1136993 |
| Weitere Bilder | Church of St Ildierna                                           | Lansallos (Karte)               |           |              | 1365628 |
| Weitere Bilder | Church of St Tallanus                                           | Talland, Lansallos (Karte)      |           |              | 1140743 |
| Weitere Bilder | Church of St Willow                                             | Lanteglos-by-Fowey (Karte)      |           |              | 1312492 |
| Weitere Bilder | Church of St Melor                                              | Linkinhorne (Karte)             |           |              | 1311136 |
| Weitere Bilder | Church of St Martin-by-Looe                                     | Looe (Karte)                    |           |              | 1282854 |
| Weitere Bilder | Church of St Germanus                                           | Maker-with-Rame (Karte)         |           |              | 1310051 |
| Weitere Bilder | Church of St Mary & St Julian                                   | Maker-with-Rame (Karte)         |           |              | 1140716 |
| Weitere Bilder | Church of St Lalluwy                                            | Menheniot (Karte)               |           |              | 1329431 |
| Weitere Bilder | Church of St Wenna                                              | Morval (Karte)                  |           |              | 1311998 |
|                | Morval House                                                    | Morval (Karte)                  |           |              | 1311992 |
| Weitere Bilder | Church of St Nonna                                              | Pelynt (Karte)                  |           |              | 1161660 |
| Weitere Bilder | Church of St Odulphus                                           | Pillaton (Karte)                |           |              | 1311439 |
| Weitere Bilder | Church of St Hugh of Lincoln                                    | Quethiock (Karte)               |           |              | 1140035 |
| Weitere Bilder | Church of St Nicholas & St Faith                                | Saltash (Karte)                 |           |              | 1140384 |
|                | Granite Archway & Wall to Nos 15 & 17 (Kingsleigh House)        | Culver Rd, Saltash (Karte)      |           |              | 1159090 |
| Weitere Bilder | Church of St Stephen                                            | Saltash (Karte)                 |           |              | 1140379 |
| Weitere Bilder | Ince Castle                                                     | Saltash (Karte)                 |           |              | 1329260 |
| Weitere Bilder | Royal Albert Bridge, einschließlich der 17 hinführenden Spannen | Saltash (Karte)                 |           |              | 1159292 |
| Weitere Bilder | Church of St Mary                                               | Sheviock (Karte)                |           |              | 1140579 |
| Weitere Bilder | Church of St Sampson                                            | South Hill (Karte)              |           |              | 1140786 |
| Weitere Bilder | St Cleer’s Well                                                 | St Cleer (Karte)                |           |              | 1140482 |
| Weitere Bilder | Church of St Clarus                                             | St Cleer (Karte)                |           |              | 1140474 |
| Weitere Bilder | Church of St Dominica                                           | St Dominick (Karte)             |           |              | 1158849 |
| Weitere Bilder | Church of St Germanus                                           | St Germans (Karte)              |           |              | 1140544 |
|                | Molenick Farmhouse                                              | St Germans (Karte)              |           |              | 1329177 |
| Weitere Bilder | Port Eliot House                                                | St Germans (Karte)              |           |              | 1140516 |
| Weitere Bilder | Church of St Ivo                                                | St Ive (Karte)                  |           |              | 1140830 |
| Weitere Bilder | Church of St John                                               | St John (Karte)                 |           |              | 1161834 |
| Weitere Bilder | Church of St Mellanus                                           | St Mellion (Karte)              |           |              | 1140815 |
|                | Newton Ferrers House                                            | St Mellion (Karte)              |           |              | 1140810 |
|                | Newton Ferrers House, südöstliche Torpfeiler                    | St Mellion (Karte)              |           |              | 1140812 |
|                | Newton Ferrers House, südwestliche Torpfeiler                   | St Mellion (Karte)              |           |              | 1277594 |
|                | Newton Ferrers House, Pfeiler des unteren Gartentors            | St Mellion (Karte)              |           |              | 1140813 |
|                | Newton Ferrers House, Terrasse nach Süden                       | St Mellion (Karte)              |           |              | 1312304 |
| Weitere Bilder | Church of St Anietus                                            | St Neot (Karte)                 |           |              | 1329212 |
| Weitere Bilder | Church of St Pynnochus                                          | St Pinnock (Karte)              |           |              | 1140308 |
| Weitere Bilder | Church of St Ciricus & St Julitta                               | St Veep (Karte)                 |           |              | 1140311 |
| Weitere Bilder | Church of St Winnow                                             | St Winnow (Karte)               |           |              | 1311942 |

## Carrick
| Foto           | Bezeichnung                                | Lage                                         | Datierung | Beschreibung                                                 | ID      |
| -------------- | ------------------------------------------ | -------------------------------------------- | --------- | ------------------------------------------------------------ | ------- |
| Weitere Bilder | Church of St Cubert                        | Cubert (Karte)                               |           |                                                              | 1141573 |
| Weitere Bilder | Church of St Cuby                          | Cuby (Karte)                                 |           |                                                              | 1312202 |
| Weitere Bilder | Little Dennis Blockhouse, Pendennis Castle | Falmouth (Karte)                             |           |                                                              | 1270099 |
| Weitere Bilder | Church of St Gerrans                       | Gerrans (Karte)                              |           |                                                              | 1328952 |
| Weitere Bilder | Church of St Wenappa                       | Gwennap (Karte)                              |           |                                                              | 1328991 |
| Weitere Bilder | Tower of Church of St Wenappa              | Gwennap (Karte)                              |           |                                                              | 1140940 |
|                | Pengreep House                             | Gwennap (Karte)                              |           |                                                              | 1136570 |
| Weitere Bilder | The Friends’ Meeting House, Come-To-Good   | Kea (Karte)                                  |           |                                                              | 1140860 |
|                | Church of St Ladoca                        | Ladock (Karte)                               |           |                                                              | 1310553 |
|                | Church of St Felix                         | Philleigh (Karte)                            |           |                                                              | 1141029 |
| Weitere Bilder | Church of St Probus                        | Probus (Karte)                               |           |                                                              | 1310352 |
| Weitere Bilder | Trewithen House                            | Probus (Karte)                               |           |                                                              | 1141100 |
| Weitere Bilder | Trewithen House, nordwestlicher Pavillon   | Probus (Karte)                               |           |                                                              | 1328913 |
| Weitere Bilder | Trewithen House, nordöstlicher Pavillon    | Probus (Karte)                               |           |                                                              | 1160827 |
|                | Church of St Rumon                         | Ruan Lanihorne (Karte)                       |           |                                                              | 1141915 |
| Weitere Bilder | Church of St Clement                       | St Clement (Karte)                           |           |                                                              | 1328900 |
| Weitere Bilder | Church of St Just                          | St Just in Roseland (Karte)                  |           |                                                              | 1141006 |
| Weitere Bilder | St Mawes Castle                            | St Just in Roseland (Karte)                  |           | Torhaus, Blockhaus, Magazin und äußere Verteidigungsanlagen, | 1136705 |
| Weitere Bilder | Church of St Michael                       | St Michael Penkevil (Karte)                  |           |                                                              | 1140553 |
| Weitere Bilder | Tregothnan                                 | St Michael Penkevil, Tregothnan Park (Karte) |           |                                                              | 1141069 |
|                | Cargoll Farm Barn                          | St Newlyn East (Karte)                       |           |                                                              | 1141453 |
| Weitere Bilder | Trerice                                    | St Newlyn East (Karte)                       |           |                                                              |         |
| Weitere Bilder | Church of St Cornelly                      | Tregoney (Karte)                             |           |                                                              | 1328898 |
| Weitere Bilder | Truro Cathedral                            | Truro (Karte)                                |           |                                                              | 1205377 |
| Weitere Bilder | Church of St Symphorian                    | Veryan (Karte)                               |           |                                                              | 1141048 |

## Kerrier
| Foto           | Bezeichnung | Lage                            | Datierung | Beschreibung | ID      |
| -------------- | --- | ------------------------------- | --------- | ------------ | ------- |
| Weitere Bilder | Pengersick Castle | Breage, Pengersick Lane (Karte) |           |              | 1311147 |
|                | Blowing House und angeschlossene Mauern ca. 10 m nordöstlich des Blowing House Cottages                               | Breage (Karte)                  |           |              | 1142264 |
| Weitere Bilder | Church of St Breaca                                                                                                   | Breage (Karte)                  |           |              | 1158264 |
| Weitere Bilder | Godolphin House (zuvor eingetragen als Godolphin Hall)                                                                | Breage (Karte)                  |           |              | 1158437 |
| Weitere Bilder | Godolphin House: Mauern des Vorhofes, Zaunübertritt und Aufnahmebock                                                  | Breage (Karte)                  |           |              | 1142259 |
| Weitere Bilder | Godolphin House: Stallungen und kopfsteingepflasterte Befestigungen                                                   | Breage (Karte)                  |           |              | 1158586 |
| Weitere Bilder | Church of St Martin & St Meriadocus                                                                                   | Camborne (Karte)                |           |              | 1142659 |
| Weitere Bilder | Church of St Constantine                                                                                              | Constantine (Karte)             |           |              | 1142141 |
| Weitere Bilder | Church of St Corentin                                                                                                 | Cury (Karte)                    |           |              | 1157903 |
| Weitere Bilder | Church of St Germoe                                                                                                   | Germoe (Karte)                  |           |              | 1142197 |
|                | St Germoe’s Chair | Germoe (Karte)                  |           |              | 1310470 |
| Weitere Bilder | Church of St Grade | Grade–Ruan (Karte)              |           |              | 1141938 |
|                | Church of St Rumon | Ruan Major (Karte)              |           |              | 1141915 |
| Weitere Bilder | Church of St Winwaloe                                                                                                 | Gunwalloe (Karte)               |           |              | 1157975 |
| Weitere Bilder | Church of St Winwalaus                                                                                                | Landewednack (Karte)            |           |              | 1141920 |
| Weitere Bilder | Church of St Manacca                                                                                                  | Manaccan (Karte)                |           |              | 1328590 |
| Weitere Bilder | Church of St Maugan                                                                                                   | Mawgan-in-Meneage (Karte)       |           |              | 1328596 |
| Weitere Bilder | Trelowarren House | Mawgan-in-Meneage (Karte)       |           |              | 1159172 |
| Weitere Bilder | Church of St Mellanus (zuvor eingetragen als: Church of St Melaine’s)                                                 | Mullion (Karte)                 |           |              | 1158147 |
| Weitere Bilder | Church of St Sithney                                                                                                  | Sithney (Karte)                 |           |              | 1142179 |
| Weitere Bilder | Church of St Anthony                                                                                                  | St Anthony-in-Meneage (Karte)   |           |              | 1141687 |
| Weitere Bilder | Church of St Keverne                                                                                                  | St Keverne (Karte)              |           |              | 1311542 |
| Weitere Bilder | Church of St Gwendron                                                                                                 | Wendron (Karte)                 |           |              | 1328447 |
|                | Trenethick Barton Bauernhof einschließlich hinterem Innenhof, Mauern und Tor (zuvor verzeichnet als Trenethick House) | Wendron (Karte)                 |           |              | 1328458 |
|                | Trenethick Barton Bauernhof: Torhaus und zugehöriger Innenhof - Mauern unmittelbar vor dem Bauernhaus                 | Wendron (Karte)                 |           |              | 1142019 |

## North Cornwall
| Foto           | Bezeichnung                                                    | Lage                             | Datierung | Beschreibung | ID      |
| -------------- | -------------------------------------------------------------- | -------------------------------- | --------- | ------------ | ------- |
| Weitere Bilder | Church of St Adwen                                             | Advent (Karte)                   |           |              | 1328128 |
| Weitere Bilder | Church of St Nonna                                             | Altarnun (Karte)                 |           |              | 1142805 |
| Weitere Bilder | Church of St Protus & St Hyacinth                              | Blisland (Karte)                 |           |              | 1142367 |
| Weitere Bilder | Church of St Petroc                                            | Bodmin (Karte)                   |           |              | 1355166 |
| Weitere Bilder | Church of St Andrew                                            | Bude-Stratton (Karte)            |           |              | 1279033 |
| Weitere Bilder | Church of St Olaf                                              | Poughill (bei Bude) (Karte)      |           |              | 1328522 |
|                | Church of St Julitta                                           | Lanteglos-by-Camelford (Karte)   |           |              | 1142729 |
|                | Church of St Meubred                                           | Cardinham (Karte)                |           |              | 1143114 |
|                | Egloshayle Church                                              | Egloshayle (Wadebridge) (Karte)  |           |              | 1142961 |
|                | Penheale Manor                                                 | Egloskerry (Karte)               |           |              | 1160121 |
|                | Penheale Manor, Tor, Torpfeiler und nordöstliche Gartenmauer   | Egloskerry (Karte)               |           |              | 1160167 |
|                | Penheale Manor, Torhaus                                        | Egloskerry (Karte)               |           |              | 1142958 |
|                | Penheale Manor, Ställe                                         | Egloskerry (Karte)               |           |              | 1142918 |
|                | Church of St Materiana                                         | Forrabury and Minster (Karte)    |           |              | 1327702 |
|                | Helland Bridge                                                 | Hellandbridge, Helland (Karte)   |           |              | 1327910 |
|                | Church of St James                                             | Jacobstow (Karte)                |           |              | 1328255 |
|                | Church of St James                                             | Kilkhampton (Karte)              |           |              | 1141826 |
|                | Church of St Sidwell                                           | Laneast (Karte)                  |           |              | 1159130 |
| Weitere Bilder | Lanhydrock House                                               | Lanhydrock Park (Karte)          |           |              | 1157870 |
| Weitere Bilder | Lanhydrock House, östliches Torhaus                            | (Karte)                          |           |              | 1157994 |
|                | Lanhydrock House, Zufahrt und flankierende Mauern im Osten     | (Karte)                          |           |              | 1143097 |
|                | Church of St Hydroc                                            | (Karte)                          |           |              | 1158013 |
|                | Church of St Nivet                                             | Lanivet (Karte)                  |           |              | 1158241 |
|                | Church of St Swithin                                           | Launcells (Karte)                |           |              | 1141834 |
|                | Launceston Castle, Castle Keep & Attached Buildings            | Launceston (Karte)               |           |              | 1297840 |
|                | Launceston Castle, südliches Torhaus und Anbauten              | Launceston (Karte)               |           |              | 1196033 |
|                | Launceston Castle, nördliches Torhaus und Mauern               | Launceston (Karte)               |           |              | 1280359 |
|                | South Gate                                                     | Launceston (Karte)               |           | Stadttor     | 1298820 |
|                | Church of St Mary Magdalene                                    | Launceston (Karte)               |           |              | 1291332 |
|                | West Bridge                                                    | St Thomas, Launceston (Karte)    |           |              | 1196031 |
|                | Chapel of St Mary Magdalene                                    | Trecarrell, Lezant (Karte)       |           |              | 1291332 |
|                | Greystone Bridge                                               | Lezant                           |           |              | 1219394 |
|                | Trecarrell Manor                                               | Trecarrell, Lezant               |           |              | 1219694 |
|                | Church of St Petroc Minor                                      | Little Petherick                 |           |              | 1212675 |
|                | Church of St Marwenne                                          | Marhamchurch                     |           |              | 1230750 |
|                | Church of St Michael                                           | Michaelstow                      |           |              | 1158085 |
|                | Church of St Morwenna & St John the Baptist                    | Morwenstow                       |           |              | 1141774 |
|                | Tonacombe Manor                                                | Morwenstow                       |           |              | 1231185 |
|                | Church of St Torney                                            | North Hill                       |           |              | 1249982 |
|                | Church of St Denis                                             | North Tamerton                   |           |              | 1142437 |
|                | Church of St Petroc                                            | Padstow                          |           |              | 1289931 |
|                | Prideaux Place, Zugangstor mit den flankierenden Mauern        | Padstow                          |           |              | 1212008 |
|                | Guildhouse                                                     | Poundstock                       |           |              | 1141793 |
|                | Church of St Paternus                                          | South Petherwin                  |           |              | 1142745 |
|                | Church of St Brueredus                                         | St Breward                       |           |              | 1158842 |
|                | Church of St Endelienta                                        | St Endellion                     |           |              | 1320630 |
|                | Roscarrock                                                     | St Endellion                     |           |              | 1115088 |
|                | Church of St Uvelus                                            | St Eval                          |           |              | 1289472 |
|                | Church of St Genesius                                          | Rosecare, St Gennys              |           |              | 1142413 |
|                | Church of St James                                             | St Kew                           |           |              | 1116830 |
|                | Church of St Mabena                                            | St Mabyn                         |           |              | 1161735 |
|                | Church of St Menefreda                                         | St Minver Highlands              |           |              | 1332584 |
|                | Church of St Enodoc                                            | Trebetherick, St Minver Lowlands |           |              | 1211902 |
|                | Church of St Stephen                                           | St Stephens by Launceston        |           |              | 1297830 |
|                | Higher New Bridge                                              | St Stephens by Launceston Rural  |           |              | 1327996 |
|                | Yeolm Bridge                                                   | Yeolmbridge                      |           |              | 1161009 |
|                | Church of St Tetha                                             | St Teath                         |           |              | 1327712 |
|                | Church of St Uda (auch: St Tudy)                               | St Tudy                          |           |              | 1162144 |
|                | Horse Bridge                                                   | Stoke Climsland                  |           |              | 1290978 |
|                | Church of St Materiana                                         | Tintagel                         |           |              | 1327752 |
|                | Tintagel Old Post Office                                       | Tintagel                         |           |              | 1143438 |
|                | Church of St Winwalo                                           | Tremaine                         |           |              | 1142888 |
|                | Church of The Nativity of the Blessed Virgin Mary              | Week St Mary                     |           |              | 1137655 |
|                | Church of St Martin & St Giles                                 | Werrington                       |           |              | 1142855 |
|                | Cullacott disused farmhouse and attached open-fronted cartshed | Werrington                       |           |              | 1142836 |
|                | Werrington Park House                                          | Werrington                       |           |              | 1309836 |
|                | Church of St Anne                                              | Whitstone                        |           |              | 1142426 |
|                | Church of St Clement                                           | Withiel                          |           |              | 1143078 |

## Penwith
| Foto           | Bezeichnung                                                             | Lage                                     | Datierung | Beschreibung | ID      |
| -------------- | ----------------------------------------------------------------------- | ---------------------------------------- | --------- | ------------ | ------- |
| Weitere Bilder | Church of St Winnear                                                    | Gwinear, Churchtown (Karte)              |           |              | 1159537 |
| Weitere Bilder | Church of St Maddern                                                    | Madron (Karte)                           |           |              | 1312533 |
| Weitere Bilder | Egyptian House                                                          | Penzance, 6 and 7, Chapel Street (Karte) |           |              | 1143147 |
| Weitere Bilder | Market Building                                                         | Penzance, Market Place (Karte)           |           |              | 1221062 |
| Weitere Bilder | Church of St Buryan                                                     | St Buryan (Karte)                        |           |              | 1327526 |
| Weitere Bilder | Church of St Erth                                                       | St Erth, The Green Lane (Karte)          |           |              | 1327632 |
| Weitere Bilder | Church of St Hilary                                                     | St Hilary (Karte)                        |           |              | 1310334 |
|                | Church of St Ia                                                         | St Ives (Karte)                          |           |              | 1143424 |
|                | Pendeen Manor House adjoining wall to south east of Pendeen manor house | St Just (Karte)                          |           |              | 1143260 |
| Weitere Bilder | Church of St Levan                                                      | St Levan (Karte)                         |           |              | 1143872 |
| Weitere Bilder | St Michael’s Mount                                                      | St Michael’s Mount (Karte)               |           |              | 1143795 |
| Weitere Bilder | Church of St Michael                                                    | St Michael’s Mount (Karte)               |           |              | 1310728 |
| Weitere Bilder | Church of St Sennar                                                     | Zennor (Karte)                           |           |              | 1312091 |

## Restormel
| Foto           | Bezeichnung                                                                                     | Lage                                  | Datierung | Beschreibung | ID      |
| -------------- | ----------------------------------------------------------------------------------------------- | ------------------------------------- | --------- | ------------ | ------- |
| Weitere Bilder | Church of St Colanus                                                                            | Colan (Karte)                         |           |              | 1144182 |
| Weitere Bilder | Church of St Carantoc                                                                           | Crantock (Karte)                      |           |              | 1327391 |
|                | Church of St Fimbarrus or St Nicholas                                                           | Fowey (Karte)                         |           |              | 1327314 |
| Weitere Bilder | Place House                                                                                     | Fowey (Karte)                         |           |              | 1218869 |
| Weitere Bilder | Church of St Crida                                                                              | Creed (Karte)                         |           |              | 1136281 |
| Weitere Bilder | Church of St Brevita                                                                            | Lanlivery (Karte)                     |           |              | 1137701 |
| Weitere Bilder | Church of St Bartholomew                                                                        | Lostwithiel, Church Lane (Karte)      |           |              | 1327333 |
| Weitere Bilder | Lostwithiel Bridge                                                                              | Lostwithiel, North Street (Karte)     |           |              | 1327324 |
| Weitere Bilder | Freemasons’ Hall (zuvor eingetragen als Duchy Palace)                                           | Lostwithiel, Quay Street (Karte)      |           |              | 1327326 |
| Weitere Bilder | Church of St Ciricius & St Julitta                                                              | Luxulyan (Karte)                      |           |              | 1158407 |
| Weitere Bilder | Church of St Mawgan                                                                             | Mawgan-in-Pydar (Karte)               |           |              | 1144128 |
|                | Lanherne Carmelite Convent                                                                      | Mawgan-in-Pydar (Karte)               |           |              | 1144134 |
| Weitere Bilder | Church of St Columba                                                                            | St Columb Minor (Karte)               |           |              | 1144140 |
|                | Chapel of St Michael at Roche Rock                                                              | Roche (Karte)                         |           |              | 1327342 |
| Weitere Bilder | Holy Trinity Church with Chapel of St Michael                                                   | St Austell (Karte)                    |           |              | 1211925 |
| Weitere Bilder | Church of St Columba                                                                            | St Columb Major, Market Place (Karte) |           |              | 1144068 |
| Weitere Bilder | Nine Maidens                                                                                    | St Columb Major, Fore Street (Karte)  |           |              | 1144121 |
| Weitere Bilder | Church of St Enoder                                                                             | St Enoder (Karte)                     |           |              | 1311865 |
| Weitere Bilder | Church of All Saints                                                                            | St Ewe (Karte)                        |           |              | 1137082 |
| Weitere Bilder | Church of St Michael                                                                            | St Michael Caerhays (Karte)           |           |              | 1327073 |
| Weitere Bilder | Caerhays Castle                                                                                 | St Michael Caerhays (Karte)           |           |              | 1327071 |
| Weitere Bilder | Caerhays Castle, Gartenmauer mit Durchfahrten und Folly Turm östlich und westlich des Schlosses | St Michael Caerhays (Karte)           |           |              | 1144760 |
| Weitere Bilder | Caerhays Castle, Dienstbotengebäude, südwestlich des Schlosses                                  | St Michael Caerhays (Karte)           |           |              | 1144759 |
| Weitere Bilder | Caerhays Castle, Higher Lodge                                                                   | St Michael Caerhays (Karte)           |           |              | 1138159 |
| Weitere Bilder | Caerhays Castle, Lower Lodge und Schutzmauern                                                   | St Michael Caerhays (Karte)           |           |              | 1311957 |
| Weitere Bilder | Church of St Sampson                                                                            | St Sampson (Karte)                    |           |              | 1158982 |
| Weitere Bilder | Church of St Stephen                                                                            | St Stephen in Brannel (Karte)         |           |              | 1137033 |
| Weitere Bilder | Church of St Wenna                                                                              | St Wenn (Karte)                       |           |              | 1327422 |

## Isles of Scilly
| Foto | Bezeichnung                               | Lage                         | Datierung              | Beschreibung | ID      |
| ---- | ----------------------------------------- | ---------------------------- | ---------------------- | --- | ------- |
|      | Basteien und Mauern von Star Castle       | Hugh Town, St Mary’s (Karte) | 1593                   | Bastionen und Mauern. 1593 mit Ergänzungen aus dem 18. Jahrhundert, Grob geschliffener Granit; Schieferdächer; Granitstapel. Achtseitiger sternförmiger Grundriss. Eingeschossig mit einigen Ergänzungen zum zweiten Stock. Beschädigte Grabenwände Treppen, Pfeiler und Wände quer durch den Graben bis zur 2-stöckigen Eingangshalle, leicht mit vorgeformtem, viereckigem Architrav, datiert 1593 und Tablett mit Monogramm ER oben und pyramidenförmigem Dach, um das oberste Geschoß oberhalb der Brüstungshöhe einzuschließen; 18. Jahrhundert-Bellcote an der Brüstungswand nach links. Brüstung mit Sally Port-Öffnungen. Befestigungsmauern über drei rechteckigen Pyramiden-Dächern, die als Wachhaus, Büro, Abstellraum usw. gebaut wurden, mit geschlitzten Fenstern, Stapeln und Dielentüren aus dem 19./20. Jahrhundert und Verglasungsbarren; das zum Südwesten ist dachlos. Erhöhte Plattform im Nordwesten. Ein wichtiger Bestandteil der Festung des späten 16./17. Jahrhundert konzentrierte sich um Star Castle. | 1141188 |
|      | Äußere Mauern und Zufahrt zu The Garrison | Hugh Town, St Mary’s (Karte) | nach 1601              | Bastionsmauern und Tor. Mauern und Bastion über der Landenge von Hugh durch Francis Godolphin begonnen; Batterie und Mauern von 1716–46 umringen die Halbinsel. Rasen- und Granitabdeckungen an den Mauern aus verkleidetem Granit; die Mauern aus dem 18. Jahrhundert aus besonders gut geschnittenem Granit. Die Batterien sind meist rechteckig und finden sich in großen Bastionen, hauptsächlich am Morning Point, Woolpack Point und südlich des Steval Point; Schießscharten auf den Mauern der Batterien und Geschützstellungen geformt durch große verkleidete Granitplatten. Stone sentry box mit Segmentbogendurchgang and ball finial to Pyramidendach auf dem Wall östlich des Durchgangs. Gateway has label mould over moulded arched doorway with sunk spandrels; C18 bellcote above surmounts plaque with date 1742 and GR monogram above plaque with monogram AT. The C18 batteries are mostly restorations or rebuilds of mid C17 structures, and their construction followed a report on the state of the defences by Colonel Christian Lilley in 1715. Part of an important fortification, centered on Star Castle | 1291751 |
|      | Pulvermagazin und Mauerreste              | Hugh Town, St Mary’s (Karte) | frühes 17. Jahrhundert | Pulvermagazin und gesprengte Mauern. Geschliffene Granitblöcke; steil geneigtes, schiefergedecktes Dach mit rollenförmigem Steinrücken. Rechteckiger Grundriss. Segmentgewölbter Zugang zum Magazin und gesprengten Wänden; Lüftungsöffnungen zum Magazin. Innen: gewölbtes Steindach. Kurz nach 1601 als Teil von Francis Godolphins Plänen zur Befestigung des Hugh erbaut. Ein seltenes Beispiel dieses Typs und ein wichtiger Bestandteil des späten Fort des späten 16. und 17. Jahrhundert, das sich um Star Castle konzentrierte. | 1141187 |
|      | Star Castle Hotel                         | Hugh Town, St Mary’s (Karte) | 1593                   | Haus im Star Castle Fort. Änderungen aus dem späten 17. Jahrhunderts. Übertragener Granitschutt mit Granit- und Ziegelverbänden; M-förmiges, geschiefertes Walmdach mit seitlichen, zentralen Tal- und Firststapeln. Sternförmiger, achteckiger Grundriss, der den der umliegenden Bastionen widerspiegelt. 2 Stockwerke mit Dachgeschoß; 3 Erker an jeder Fassade mit zentralen, beidseitig herausragenden Vorsprüngen. Ursprünglicher granitgeformter Türarchitrav mit tropfförmigem Kopf. Flachdachgauben mit Hornschärpen des später 19. Jahrhunderts. Interieur: zwei Untergeschosse über Keller. zwei beheizbare Erdgeschosskammern mit aneinandergesetzten Schornsteinen und Treppen und zweiflügeligen Türen. Ecktreppe aus spätem 17. Jahrhundert aus Holz durch beide Obergeschosse. Die Hauptkammer im Erdgeschoss verfügt über einen granitenen Kamin aus dem 17. Jahrhundert mit polierten Halbsäulen aus Holz. Das Zimmer im Obergeschoss verfügt über einen weißen, griechischen, dorischen Kamin mit einem Mittelstück mit Eichenlaub und Lorbeer. Einige blockierte Schrägkamine im ersten Stock. Die Hauptfestung in einem Verteidigungssystem wurde unter Francis Godolphin errichtet, um der Bedrohung der Spanier nach der Armada von 1588 entgegenzuwirken. Star Castle ist mit seinen äußeren Bastionen und Mauern ein wichtiges und vollständiges Beispiel einer elisabethanischen Festung, die nach einem gemeinsamen Renaissanceplan erbaut wurde. Star Castle war die letzte königliche Festung, Prinz Charles und seine Suite, die sich 1646 nach ihrem Rückzug aus der Schlacht von Bodmin hier niederließ. Es wurde 1933 in ein Hotel umgewandelt. | 1291756 |